# Karmøy
Karmøy is een gemeente in de Noorse provincie Rogaland. De gemeente telde 42.229 inwoners in januari 2017. Het noordelijke deel van de gemeente, met ruim 10.000 inwoners, is feitelijk een stadsdeel van Haugesund. De gemeente omvat het eiland Karmøy en een deel van het aanpalende vasteland.

## Plaatsen in de gemeente
- Avaldsnes
- Kopervik
- Sandve
- Skudeneshamn
- Våre
- Visnes

## Geboren

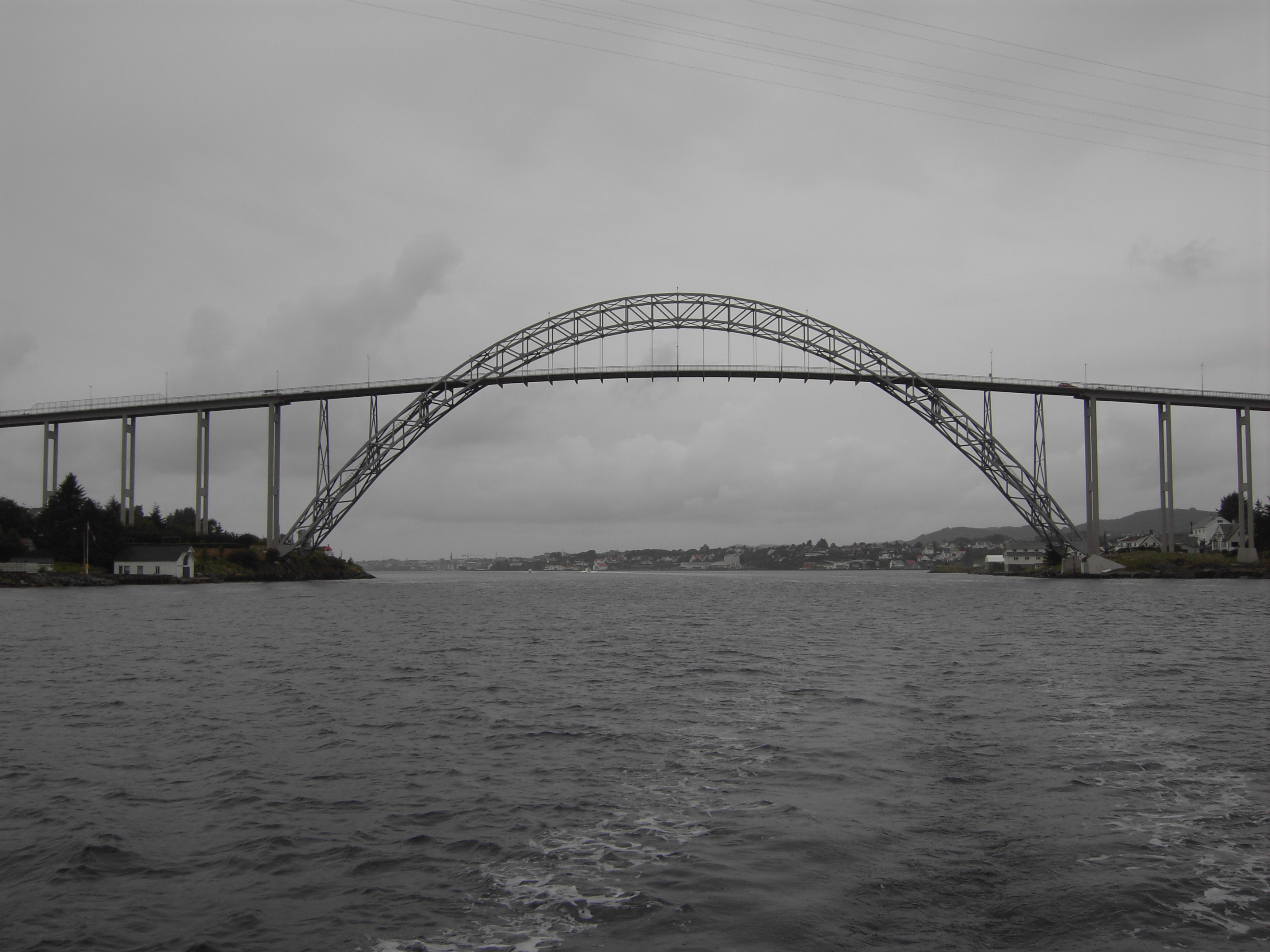
De Karmøybrug over het Karmsund verbindt Karmøy eiland met het vasteland

- Thorhild Widvey (1956), politica

Bjerkreim · Bokn · Eigersund · Gjesdal · Hå · Haugesund · Hjelmeland · Karmøy · Klepp · Kvitsøy · Lund · Randaberg · Sandnes · Sauda · Sokndal · Sola · Stavanger · Strand · Suldal · Time · Tysvær · Utsira · Vindafjord

Fylker van Noorwegen